# Gavin Hassett
Pour les articles homonymes, voir Hassett.
Gavin Hassett, né le 13 juillet 1973 à Saint-Jean (Nouveau-Brunswick), est un rameur d'aviron canadien. 

## Carrière
Gavin Hassett participe aux Jeux olympiques d'été de 1996 à Atlanta et remporte la médaille d'argent en quatre sans barreur poids légers avec son coéquipier Jeffrey Lay, Dave Boyes et Brian Peaker.